# Норвежско-сербские отношения
Норвежские-сербские отношения - международные отношения между Норвегией и Сербией. Норвегия имеет посольство в Белграде. Сербия имеет посольство в Осло. Обе страны являются полноправными членами Совета Европы и ОБСЕ.
Норвегия поддержала бомбардировки Союзной Республики Югославии НАТО в 1999 году, а затем участвовал в KFOR.

## Сотрудничество
Обе страны подписали соглашение о военном сотрудничестве.